# كاثي تورنر
كاثي تورنر (بالإنجليزية: Cathy Turner)‏ هي متزلجة على مسار قصير ومغنية أمريكية، ولدت في 10 أبريل 1962 في روتشستر في الولايات المتحدة.

## وصلات خارجية
- كاثي تورنر على موقع SpeedSkatingBase.eu (الإنجليزية)
- كاثي تورنر على موقع SpeedSkatingNews.info (الإنجليزية)
- كاثي تورنر على موقع ShortTrackOnLine.info (الإنجليزية)
- كاثي تورنر على موقع اللجنة الأولمبية الدولية (الإنجليزية)
- كاثي تورنر على موقع أوليمبيديا (الإنجليزية)
- كاثي تورنر على موقع IMDb (الإنجليزية)
- كاثي تورنر على موقع الموسوعة البريطانية (الإنجليزية)